# 88-й отдельный гвардейский тяжёлый танковый полк
88-й отдельный гвардейский тяжёлый танковый Валгинский ордена Ленина, Краснознамённый, орденов Суворова, Кутузова, Богдана Хмельницкого полк прорыва — тактическое формирование Рабоче-крестьянской Красной армии в Великой Отечественной войне.

## История
Сформирован в декабре 1942 года в Саратовской области как 51-й отдельный танковый полк, созданный на базе 12-й отдельной танковой бригады. Боевой путь в Великой Отечественной войне начал в районе города Элиста 20.12.1942, находясь в составе 28-й армии Сталинградского фронта. В конце января 1943 года был выведен в резерв Ставки ВГК на доукомплектование, после чего направлен на Северо-Кавказский фронт.
В 1943 году в ходе Новороссийско-Таманской операции в составе 56-й армии, затем 9-й армии участвовал в прорыве обороны противника на Таманском полуострове, вёл наступательные бои в районе Курчанская, Темрюк, Голубицкая.
В январе 1944 года полк переброшен на Ленинградский фронт, где с февраля до августа в составе 42-й и 54-й армий участвовал в боях по прорыву блокады Ленинграда и освобождении Ленинградской области на лужском и псковском направлении, и в составе 67-й армии 3-го Прибалтийского фронта в районе города Остров. За успешное выполнение боевых задач был награждён орденом Красного Знамени (9.08.1944).
С сентября 1944 г. действовал в составе 1-й ударной армии, а затем 61-й и 67-й армий 3-го Прибалтийского фронта. За отличие в боях при освобождении города Валга (19.09.1944) удостоен почётного наименования Валгинского (31.10.1944). Полк участвовал в освобождении столицы Латвийской ССР — города Рига и за образцовое выполнение боевых задач награждён орденом Суворова III степени (31.10.1944). За проявленные отвагу, стойкость и мужество личного состава, умелое выполнение боевых задач был преобразован в 88-й отдельный гвардейский тяжёлый танковый полк прорыва (18.11.1944).
В январе — марте 1945 года в составе 61-й армии 1-го Белорусского фронта участвовал в Висло-Одерской операции и Восточно-Померанской операции. За отличия в боях при прорыве обороны немецко-фашистских войск южнее Варшавы награждён орденом Кутузова 3-й степени, а при освобождении города Сохачев — орденом Богдана Хмельницкого II степени (19.02.1945).
Полк принимал непосредственное участие в Берлинской наступательной операции и штурме рейхстага, поддерживая 12-й гвардейский корпус 3-й ударной армии. За бои на подступах к Берлину и в уличных боях в городе полк награждён орденом Ленина (11.06.1945).
12 июля 1945 преобразован в 74-й гвардейский танковый полк с сохранением наград и наименований. Вошёл в состав 1-й гвардейской танковой дивизии. С 1947 года переформирован в 74-й гвардейский танкосамоходный полк и перешёл в состав 94-й гвардейской стрелковой дивизии. С 1957 снова танковый. На конец 1980-х полк дислоцировался в Шверине (ГДР). После вывода в 1993 году на территорию Сибирского военного округа 74-й гвардейский танковый полк вошёл в состав 85-й мотострелковой дивизии.

## Награды
За боевые заслуги преобразован в 88-й отдельный гвардейский тяжёлый танковый полк (ноябрь 1944),  за взятие города Валга удостоен почётного наименования «Валгинский» (октябрь 1944), награждён орденами Ленина, Красного Знамени, Суворова III степени, Кутузова III степени, Богдана Хмельницкого II степени; свыше 700 его воинов награждены орденами и медалями.

## Командный состав полка
- Мжачих Пётр Григорьевич (1944 по 1945; майор, с февраля 1944 — подполковник, с апреля 1945 — полковник);
- Жаркой Филипп Михайлович (майор, заместитель командира полка);
- Глушков Л. А. (майор, заместитель командира полка по политической части);
- Романченко Н. П. (майор, заместитель командира полка по технической части);
- Широкий Н. В. (майор, начальник штаба полка)